# 文淵閣直閣事
文淵閣直閣事，為中國清朝官職之一，乾隆四十一年（1776年）起設置於文淵閣，由內閣學士、少詹事、翰林院侍講學士、侍讀學士兼充。為帶職充任制職位，品等依照原本官職。文淵閣直閣事之主要業務為看守、清查、搜補宮廷內府藏書、典籍。其上級官員為文淵閣領閣事，下屬職官有校理、檢閱、內務府司員、筆帖式等職位。
1912年清宣統帝退位後，該官職廢除。